# 西內瑪麗亞
西內麻理耶（日语：西内 まりや，1993年12月24日—），日本女演員、時裝模特兒及歌手，身高170公分。福岡縣出身。2025年5月15日，西內於個人帳號上宣布引退。

## 經歷

### 初期
2007年7月，西內成為青少年潮流雜誌《nicola》的專屬模特兒，由此開展其模特兒生涯。2010年5月號離開《nicola》，並在同年7月號成為另一潮流雜誌《Seventeen》的專屬模特兒。
西內在2007年參加了由GyaO舉辦的甄選會，從5104名報名者中脫穎而出，一路闖進只剩下6個人的最終審查。最終審查於同年10月14日舉行，由西內勝出，讓她獲得為英國著名小說改編電影《魔幻羅盤》的女主角萊拉·貝拉克作日語配音的機會。一同參與日語版配音的，還有聲演考爾特夫人的山口智子和聲演潘拉蒙的成海璃子等人。同年11月，西內跟其他配音者出席在英國倫敦舉行的世界首映會。該電影於2008年3月1日在日本全國上映。

### 演員生涯
西内在為荷里活電影配音後，亦開始出演電視劇，在電視上亮相。她第一部電視連續劇是日本電視台在2008年7月至9月播放的《正義的夥伴》，接着下一季亦參與了同一電視台的連續劇《改造老師大作戰》的演出。
2011年，西内在漫畫改編連續劇《Switch Girl!!～變身指令～》中飾演女主角田宮仁香，初次主演連續劇。她在劇中飾演人前穿著亮麗，回家後卻是懶散土包子，猶如「開關」一樣的女高中生。在劇中跟她拍檔飾演男主角神山新的演員，是比西內年長8歲的桐山漣。雖然年齡不相近，但西內表示桐山「在她困擾的時候能給她意見，就像個温柔的哥哥一樣」。一年後，該劇在2012年播放第二季，男女主角依舊是西内和桐山。
在《Switch Girl!!》第二季之前，西内出演了關西電視台、富士電視台電視劇《GTO》，在戲裏飾演主角鬼塚英吉的學生葛城美姬。連同所有特別篇，該劇於2013年2月25日完成拍攝。
2013年夏季，西内在富士劇《山田君與7人魔女》中飾演女主角白石麗，得以初次主演地面電視的電視劇。這次飾演男主角的是山本裕典。由於設定上劇裏的7個魔女都是以接吻來發動自身的特殊能力，故該劇中有不少接吻鏡頭。西内在同年8月9日出席綜藝節目《笑笑又何妨！》時亦表示「接吻多得已經習慣了」。

### 其他
2012年4月起，西内跟搞笑藝人組合千鳥和另一女模特兒加賀美聖良成為富士電視台綜藝節目《Picaru的定理》的新固定成員，替代離去的大島麻衣和夏菜。《Picaru的定理》於2013年春季，由星期三十點檔（水10時段）遷移至星期三八點黃金時段（水8時段）。西內在該節目中有一個名為「西内瑪利歐」（西内まりお）的男裝角色。

## 人物
是本名，因在12月24日出生而取自「聖母瑪利亞」。小學三年級（2003年）開始打羽毛球，曾在福岡縣的運動會上4次取得冠軍。不過，其後未能同時兼顧演藝工作和羽毛球，而放棄了後者。女藝人西内裕是她的親姐姐。

## 戲劇作品

### 電視劇
- 正義的夥伴（2008年7月9日－9月10日，日本電視台）：飾演 森山知佳
- 改造老師大作戰（2008年10月11日－12月13日，日本電視台）：飾演 上野麻理耶（上野まりや）
- 再見Aruma（日语：さよなら、アルマ） 特別篇（2010年12月18日，NHK綜合）：飾演 高橋寬子
- Switch Girl!!～變身指令～（2011年12月24日－2012年2月18日，富士電視台TWO）：飾演 田宮仁香，初次主演
  - 第二季（2011年12月24日－2012年2月18日）
- GTO（2012年7月3日－9月11日，關西電視台）：飾演 葛城美姬
  - 特別篇（2012年10月2日）
  - 正月特別篇（2013年1月2日）
  - 完結篇（2013年4月2日）
- 山田君與7人魔女（2013年8月10日－9月28日，富士電視台）：飾演 白石麗（白石うらら），無線電視台初次主演
- SMOKING GUN～決定的證據～（2014年4月9日－6月18日，富士電視台）：飾演 石卷櫻子
- 傾奇者慶次（日语：かぶき者慶次）（2015年4月9日－6月18日，NHK綜合）：飾演 前田佐乃
- 酒店禮賓部（2015年7月7日－9月22日，TBS）：飾演 天野塔子，主演
- 不好意思，我們明天要結婚（2017年1月23日－3月20日，富士電視台）：飾演 高梨明日香（高梨あすか），主演

### 電影
- 魔幻羅盤（2008年3月）：飾演 萊拉·貝拉克，女主角，日語配音
- ONE PIECE FILM Z（2012年12月）：飾演 瑪琳婆婆（マリンばあちゃん），配音[22]
- 雨樹之國（2015年11月）：飾演 人見利香，主演
- 甜心战士：眼泪（2016年10月上映）：飾演 如月瞳（又名：甜心战士），主演[23][24][25]

### 網路劇
- AV帝王第2季（2021年，Netflix）：飾演 沙也加（サヤカ）[26]

## 音樂作品

### 單曲
|              | 發行日         | 曲名           | 最高名次     | 規格                         | 版本         |              |
| SONIC GROOVE | SONIC GROOVE   | SONIC GROOVE   | SONIC GROOVE | SONIC GROOVE                 | SONIC GROOVE | SONIC GROOVE |
| ------------ | -------------- | -------------- | ------------ | ---------------------------- | ------------ | ------------ |
| 1st          | 2014年8月20日  | LOVE EVOLUTION | 19位         | CD、DVD、ORIGINAL STYLE BOOK | 初回限定盤   |              |
| 1st          | 2014年8月20日  | LOVE EVOLUTION | 19位         | CD、DVD                      | 通常盤       |              |
| 1st          | 2014年8月20日  | LOVE EVOLUTION | 19位         | CD                           | 通常盤       |              |
| 2nd          | 2015年1月28日  | 7 WONDERS      | 13位         | CD、DVD、mini photobook      | 初回限定盤   |              |
| 2nd          | 2015年1月28日  | 7 WONDERS      | 13位         | CD、DVD                      | 通常盤       |              |
| 2nd          | 2015年1月28日  | 7 WONDERS      | 13位         | CD                           | 通常盤       |              |
| 3rd          | 2015年5月6日   | 謝謝Forever... | 10位         | CD、DVD、mini photobook      | 初回限定盤   |              |
| 3rd          | 2015年5月6日   | 謝謝Forever... | 10位         | CD、DVD                      | 通常盤       |              |
| 3rd          | 2015年5月6日   | 謝謝Forever... | 10位         | CD                           | 通常盤       |              |
| 4th          | 2015年10月28日 | Save me        |              | CD、DVD、mini photobook      | 初回限定盤   |              |
| 4th          | 2015年10月28日 | Save me        | CD、DVD      | 通常盤                       |              |              |
| 4th          | 2015年10月28日 | Save me        | CD           | 通常盤                       |              |              |

### 參與專輯
|          | 發行日       | 名稱                                                               | 規格 |
| -------- | ------------ | ------------------------------------------------------------------ | ---- |
| 致敬專輯 | 2015年4月1日 | 我與DREAMS COME TRUE 2 - DCT Wonderland 2015 開催記念 BEST COVERS- | CD   |

## 綜藝節目
- 《Picaru的定理》（2012年4月11日－2013年9月4日，富士電視台）

## 外部連結
- 經紀公司個人介紹頁 （页面存档备份，存于）（日語）
- 官方部落格 （页面存档备份，存于）（日語）
- 西內瑪麗亞的X（前Twitter）（日語）
- 西內瑪麗亞的Instagram （页面存档备份，存于）（日語）
- YouTube上的NishiuchiMariyaCh頻道（日語）